# 指定自動車教習所
指定自動車教習所（していじどうしゃきょうしゅうじょ）とは、道路交通法第99条に基づき、都道府県公安委員会が指定した自動車教習所（自動車学校）のこと。かつては「指定自動車練習所」と呼ばれていた。
指定されると、公安委員会より指定書が教習車種ごとに交付される、なお指定書は、見やすい場所に掲示することが、指定自動車教習所の事務標準で規定されている。
教習所の指定は、各都道府県の公安委員会が行うが、教習の有効性は公安委員会の管轄区域に縛られないため、運転免許証またはマイナ免許証を受けようとする者が、居住地外の都道府県の指定自動車教習所を卒業しても、有効性は変わらない。そのため、一部の教習所では合宿免許の形で、所在地域外の都道府県からの教習生を受け入れている教習所もある。
指定自動車教習所を卒業すると卒業証明書が交付され、1年以内に運転免許試験場に持参すると、道路交通法第97条の2第2項の規定により、日本の運転免許を取得する際の運転免許技能試験が免除される。ただし1年以内に適性試験や学科試験を受験しなかった、もしくは、合格できなかった場合は卒業証明書が無効となるので注意が必要である。

## 歴史
自動車学校は全国共通の運転免許制度が始まる1919年（大正8年）以前から存在していた。嚆矢とされるのは1915年（大正4年）頃に実業家鈴木靖二が創立した、東京都杉並区下井草の「東京自動車学校」である。本校は指定教習所ではない。
- 1933年（昭和8年）11月1日 - 新自動車取締令により、内務大臣の指定する者が発行する技量証明書をもって運転免許試験を免除する制度が始まる。
- 1948年（昭和23年）1月1日 - 道路交通取締法のもとで指定自動車練習所が制度化。都道府県の知事（のちに公安委員会）の指定した自動車練習所が発行する証明書をもって運転免許試験を免除することとなる。技能試験のみではなく筆記試験も免除であった。翌年、試験の免除は練習所卒業後1年以内と限定された。
- 1960年（昭和35年）12月20日 - 道路交通法により、指定自動車教習所に制度変更。運転免許試験のうち技能試験のみが免除となるように変更された。施設、指導員、運営方法など関わる詳細な設置基準が設けられ、全国統一的に運用されるようになる。

## 入所の申し込みに必要なものの一例
1. 住民票の写し（ただし本籍地の記入されているもので、マイナンバーが記載されていないもの）。すでに他の運転免許証及びマイナ免許証を持っている人は、その運転免許証及びマイナ免許証を持参して、カードリーダーでICカードに記録されている、2つの暗証番号を入力して提示すればよいこともある。教習所所在地の都道府県以外、公安委員会発行の運転免許運転免許証を持っているものは、入所教習所によっては別途住民票が必要な場合がある、詳しくは入所する教習所に問い合わせる必要がある。
2. 証明写真（無帽、正面向き、上3分身、無背景で、タテ3cm×ヨコ2.4cmの大きさのもの）。第一種運転免許（大型特殊免許とけん引一種免許を除く）や第二種運転免許で教習する第一種運転免許を持っていないものは、教習原簿用と運転免許申請用と卒業証明書用と仮免許用の4枚、第二種運転免許で教習する第一種運転免許を持っている者や大型特殊運転免許とけん引一種運転免許は、教習原簿用と運転免許申請用と卒業証明書用の3枚が必要となる、教習所で撮影できる場合があるので、必ずしも持参する必要はない、詳しくは入所する教習所に問い合わせる必要がある。
3. 印鑑。
4. 入所時に納める費用。教習にかかる費用を一括で納めると数十万円単位になる為、銀行口座振込や教習所によっては、クレジットカードでの支払いや、教習用の割賦販売での支払いを受け付けている所もある。[1]

## 教習所への入所基準
1. 普通二輪は16歳以上（卒業検定受験時に16歳になっていれば入所可能な教習所がある）。普通、準中型、大型特殊、大型二輪、けん引は18歳以上（17歳11か月でも、修了検定受験時に18歳になっていれば入所可能）。中型自動車は20歳以上かつ普通免許または準中型免許、大型特殊免許保有歴2年以上、大型自動車、二種免許は21歳以上かつ普通免許または準中型免許、大型特殊免許保有歴3年以上。（特例教習・年齢課程、経験課程両方を受講する場合は19歳以上かつ普通免許または準中型免許保有歴1年以上。）
2. 視力要件については次のいずれかを満たす必要がある。
  1. 両眼で0.7以上、かつ、一眼でそれぞれ0.3以上。
  2. 一眼の視力が0.3に満たない、若しくは一眼が見えない場合については、他眼の視野が左右150度以上、かつ、視力が0.7以上。
3. 準中型以上（準中型[注 1]、中型[注 2]、大型、二種免許）、けん引は両眼で0.8以上、かつ、一眼がそれぞれ0.5以上、さらに、深視力として、三桿(さんかん)法の奥行知覚検査器により、3回検査した平均誤差が2センチ以内。
4. 基準に達していない場合は、眼鏡やコンタクトレンズにより矯正することができる（免許の条件等に「眼鏡等」が付く）。
5. 黄・赤・青を見分けることができる色彩識別能力。
6. 10mの距離で90ホンの警音器の音が聞こえる聴力。
7. 自動車を運転するうえで支障がない者、障害者の場合、事前に公安委員会（運転免許試験場など）で運転免許適性相談を受け、その相談結果票を入所する教習所に提出することで入所することができる。
8. 精神病がなく、アルコール依存症者や覚醒剤の中毒者ではない人。
9. 交通違反や交通事故によって免許取消処分となっていた場合、入所に必要な条件は地域・教習所によって異なる[2]。
  - 法的には、運転免許の欠格期間中に入所することに対しての規制はないが[注 3]、欠格期間の満了前でも受け入れる教習所は少数にとどまる。
  - 取り消された者が運転免許を再取得するには取消処分者講習の受講が必要であるが、取消処分者講習を受講してからでないと入所できない教習所も存在する。一方で、地域によっては取消処分者講習の受講自体に仮運転免許を必要とする場合もあり[3]、その場合は取消処分者講習の受講前に入所可能な教習所を選択する必要がある。

## 要件
指定自動車教習所に指定されるための要件は、道路交通法第九十九条に
1. 政令で定める要件を備えた当該自動車教習所を管理する者が置かれていること。
2. 技能検定員資格者証（第九十九条の二第四項）の交付を受けており、技能検定員として選任されることとなる職員（同条第一項）が置かれていること。
3. 教習指導員資格者証（第九十九条の三第四項）の交付を受けており、教習指導員として選任されることとなる職員（同条第一項）が置かれていること。
4. 自動車の運転に関する技能及び知識の教習並びに技能検定（自動車の運転に関する技能についての検定で、内閣府令で定めるところにより行われるものをいう）のための設備が政令で定める基準に適合していること。
5. 当該自動車教習所の運営が政令で定める基準に適合していること。

と規定されている（道路交通法条文を抜粋、一部改変）。
うち、5の基準については、道路交通法施行規則の別表第三に細かく規定されている。
新規普通免許取得者中の指定自動車教習所卒業生の占める割合は97%を超え、初心運転者育成機関としての社会的役割は大きい。また多くの指定教習所は各種法定講習の実施機関としての役割を兼ねている。
上記の他に届出教習所・指定教習所のうち指定扱いとなっていない車種等を教習科目として設置する場合は新たに指定自動車教習所として指定を受けるために、指定前教習として教習を行う免許の種類に応じて教習を施しそれぞれ10名連続して運転免許試験場の技能検定一発合格が求められる。特に近年では普通車は指定を受けているが大型免許（1種、2種）は指定を受けていない教習所（届出教習所扱い）において専門に指導員を置いて免許取得を目指す学生等に専門教育をマンツーマンで指導し、かつ教習料等必要経費を全額若しくは一部免除として試験に受講させ、指定教習所として公安委員会から指定を受けることを目標に設定する教習所も存在する。

## 免許取得方法
かつては第1・第2・第3・第4の四段階で1～2が所内、3～4が公道上だったが、規制緩和により1と2、3と4がそれぞれ統合されて二段階教習に改められ現在に至る。ここでは、普通自動車免許を取得する場合を例に挙げて説明する。

### 第1段階
指定自動車教習所入学後　第1段階において学科を10時間、実技(技能)をAT車12時間MT車15時間（最短）受け、その教程修了後に仮運転免許試験を受験する。この段階では路上で運転するために最低限理解しておくべき事柄についての教習がメインとなり、この時点では仮免許を含めて免許を有していない状態であるため、実技教習は教習所内のコースで行われる。また、最初の技能教習では実際の車ではなく、車の運転席周りを模したトレーチャーを用いて、ハンドル操作や加速・減速操作、ギアチェンジ操作の仕方などを覚える（教習所によっては最初から実際の車で行うこともある）。限定なし免許取得のためMT車で教習を行う場合、教習の過程でAT車の講習を受けるため、その分AT限定免許の教習より時間数が多くなっている。また、コース内を指導員の同乗なしで、車内の無線経由で指示を受けながら運転する無線教習を行う場合もある。仮運転免許試験に先立ち、学科は「仮免前効果測定」や「仮免前修了考査」という校内試験で45点/50点満点以上（名称及び合格基準は自動車学校によって異なる場合がある）の点数を得て合格し、実技は教程最後に行う「みきわめ」という判定試験にて基準をクリアする必要がある。仮運転免許交付後、第2段階の教習が受けられるようになる。

### 第2段階
第2段階において学科を16時間、実技（技能）をAT.MT車共通19時間（最短）受け、その教程修了後に卒業検定を受験する。学科ではこのうち3時間を応急救護の項目に充て、1時間は危険予知の項目を実技教習とのセットで行う。仮免許取得により、指導員同乗の下での路上運転が可能となるため、技能教習は場外での運転を主とするが、卒業検定項目である「方向変換」と「縦列駐車」の教習は場内コースで行う。路上教習では、第1段階と同様に指導員とマンツーマンで行う教習の他に、指導員1人に教習生2〜3人で乗り合わせ、交代で運転する複数教習が行われる。また、高速道路での運転を行う高速教習も多くの教習所で実施されているが、悪天候などにより高速走行ができない場合(速度規制で50km/h以上で走行できない、使用する高速道路が通行止となっているなど)や、教習所周辺に高速道路がない場合などは、前述の危険予知の項目と共にシミュレーターで行うところもある。卒業検定に先立ち、学科は「卒検前効果測定」や「卒検前修了考査」という校内試験で90点/100点満点以上（名称及び合格基準は自動車学校によって異なる場合がある）の点数を得て合格し、実技は教程最後に行う「みきわめ」という判定試験にて基準をクリアする必要がある。みきわめ良好をもって教習終了となり、3カ月以内に卒業検定に合格する必要がある。これを過ぎるとすべての教習が無効となる。卒業検定に不合格となった場合、1時間の補修を受ければ再試験が受けられる。 卒業検定に合格すると、技能試験と取得時講習の免除の証明となる卒業証明書が交付され、1年間の有効期間内にこれを含めた必要書類などを用意して運転免許試験場での適性検査および学科試験を受験し、これに合格すると、運転免許証及びマイナ免許証が交付される。